# Vanaprastham, la dernière danse
Pour plus de détails, voir Fiche technique et Distribution.
Vanaprastham, la dernière danse (വാനപ്രസ്ഥം, Vānaprasthaṁ) est un film dramatique germano-franco-indien, réalisé par Shaji N. Karun, sorti en 1999,.

## Fiche technique
Sauf indication contraire, les informations mentionnées dans cette section peuvent être confirmées par la base de données cinématographiques IMDb,  présente dans la section « Liens externes ».
- Titre : Vanaprastham, la dernière danse
- Titre original : വാനപ്രസ്ഥം (Vānaprasthaṁ)
- Titre international : Pilgrimage
- Réalisation : Shaji N. Karun
- Scénario : Shaji N. Karun, Raghunath Paleri, d'après l'histoire de Pierre Assouline
- Dialogues : Raghunath Paleri
- Direction artistique : Prakash Moorty
- Costumes : Manoj, Murali, Vajramani
- Maquillage : M.O. Devasiya, Salim
- Son : Lakshmi Narayanan, Bruno Tarrière
- Photographie : Renato Berta, Santosh Sivan
- Montage : Joseph Guinvarch, A. Sreekar Prasad
- Musique : Zakir Hussain
- Paroles : Javed Akhtar
- Production : Mohanlal, Pierre Assouline
- Sociétés de production : CLT-UFA International, Euro American Films S.A., Panavam
- Sociétés de distribution : SND Films
- Pays de production :  Allemagne,  France,  Inde
- Langues : Malayalam[3]
- Format : couleurs - 2,35:1 - DTS / Dolby Digital / SDDS - 35 mm
- Genre : drame
- Durée : 199 minutes (1 h 59)
- Dates de sortie en salles :
  - France : 19 mai 1999 (Festival de Cannes), 13 octobre 1999 (sortie nationale)

## Distribution
- Mohanlal : Kunhikuttan
- Suhasini : Subhadra
- Mattanoor Shankara Marar : Raman
- Kalamandalam Gopi : Kunju Nair
- Venmani Haridas : Namboodiri
- Kukku Parameshwara : Savithri
- Venmani Vishnu : Pisharadi
- Kalamandalam Kesavan : Thirumeni
- Bindu Panikkar : Bhageerathi

## Distinctions
| Année | Distinction                               | Catégorie                          | Nom                                 | Résultat   |
| ----- | ----------------------------------------- | ---------------------------------- | ----------------------------------- | ---------- |
| 1999  | AFI Fest                                  | Grand prix du jury                 | Shaji N. Karun                      | Nomination |
| 1999  | Festival international du film d'Istanbul | Prix spécial du jury               | Shaji N. Karun                      | Lauréat    |
| 1999  | Filmfare Awards                           | Meilleur acteur                    | Mohanlal                            | Lauréat    |
| 1999  | Kerala State Film Awards                  | Meilleur réalisateur               | Shaji N. Karun                      | Lauréat    |
| 1999  | Kerala State Film Awards                  | Meilleur acteur                    | Mohanlal                            | Lauréat    |
| 1999  | Kerala State Film Awards                  | Meilleur montage                   | Joseph Guinvarch, A. Sreekar Prasad | Lauréat    |
| 1999  | Kerala State Film Awards                  | Meilleur son                       | Lakshmi Narayanan, Bruno Tarrière   | Lauréat    |
| 1999  | Kerala State Film Awards                  | Meilleur maquillage                | M.O. Devasiya, Saleem               | Lauréat    |
| 1999  | Kerala State Film Awards                  | Meilleur traitement de laboratoire | Prasad Colour Lab                   | Lauréat    |
| 1999  | National Film Awards                      | Meilleur film                      | Vanaprastham, la dernière danse     | Lauréat    |
| 1999  | National Film Awards                      | Meilleur acteur                    | Mohanlal                            | Lauréat    |
| 1999  | National Film Awards                      | Meilleur montage                   | Joseph Guinvarch, A. Sreekar Prasad | Lauréat    |